# Cruzeiro da Fortaleza
Cruzeiro da Fortaleza är en kommun i Brasilien.   Den ligger i delstaten Minas Gerais, i den sydöstra delen av landet, 400 km söder om huvudstaden Brasília. Antalet invånare är 3 934.
Omgivningarna runt Cruzeiro da Fortaleza är huvudsakligen savann. Runt Cruzeiro da Fortaleza är det glesbefolkat, med 14 invånare per kvadratkilometer.